# CUPS
CUPS (раніше абревіатура для Common UNIX Printing System, нині немає офіційної розшифровки) — сервер друку для UNIX-подібних операційних систем. Комп'ютер з запущеним сервером CUPS є мережевим вузлом, який приймає завдання на друк від клієнтів, обробляє їх і відправляє на відповідний принтер.
CUPS складається з диспетчера друку, планувальника, системи фільтрації, що перетворить дані друку у зрозумілий принтеру формат. Також CUPS включає бекенд-систему, яка відправляє дані на пристрої друку. CUPS використовує Internet Printing Protocol як основу для управління завданнями і чергами. За умовчанням CUPS використовує TCP-порт 631. Система також має власний вебінтерфейс для адміністрування.
CUPS використовується в Mac OS X і переважній більшості дистрибутивів Linux, FreeBSD та інших UNIX-системах. Проєкт є вільним програмним забезпеченням, а початковий код поширюється під ліцензією GPLv2 (фільтри і бібліотеки під LGPLv2).

## Історія

Схема роботи CUPS

Розробка CUPS почалася в 1997 році, а перша публічна бета-версія з'явилася через два роки. Спочатку CUPS використовував протокол  LPD, але через деякий час LPD був замінений на Internet Printing Protocol. CUPS був швидко прийнятий як система друку за умовчанням в різних розділах Linux. У березні 2002 року, корпорація Apple прийняла CUPS як систему друку для своєї операційної системи Mac OS X 10.2. 
З 2007 року розробкою CUPS повністю контролювала Apple, після поглинання компанії Easy Software Products, котра створила CUPS. Apple також найняла Майкла Світа, головного розробника CUPS. 
Після випуску CUPS 2.3.0 у 2019 році, Apple майже повністю припинила розробку CUPS і випускає лише критичні оновлення системи, а Світ повідомив про те що покинув компанію Apple.

### OpenPrinting CUPS
У 2020 році некомерційна організація OpenPrinting створила форк і разом із колишнім головним розробником продовжили розробку системи вже під назвою OpenPrinting CUPS.

## CUPS і Wine
Якщо в системі встановлено CUPS, то Wine автоматично розпізнає CUPS-принтери, і програми запущені через Wine зможуть використовуваим CUPS для друку. Для використання друку у PDF необхідно в налаштуваннях CUPS додати хоча б один віртуальний PDF-принтер (зазвичай це "Generic-CUPS-PDF-Printer").

## CUPS і Microsoft Windows
Незважаючи що в останніх версіях Microsoft Windows передбачена підтримка CUPS, часто використовуються спільно CUPS і Samba, що вимагає експорту драйверів для Windows за допомогою Samba, або установки драйверів для відповідного принтера на клієнтському комп'ютері з Windows. Таке поєднання використовується, бо часто драйвери для Windows мають більшу функціональність, ніж драйвери для CUPS.

## Адміністрування
CUPS має вбудований вебінтерфейс адміністрування, який працює через IPP. Таким чином, адміністрування може здійснюватися засобами будь-якого веббраузера. CUPS також має утиліту з графічним інтерфейсом GTK під назвою system-config-printer, яка є форком gnome-cups-manager (у меню програм часто відображається як "Print Settings" або "Printer configuration").

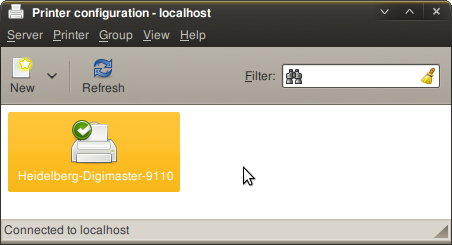
Адміністрування CUPS у середовищі GNOME

Також є й інші засоби для адміністрування CUPS, які в залежності від операційної системи чи дистрибутива Linux можуть бути передвстановлені разом з CUPS, або ж їх треба встановлювати власноруч.